# Väinö Kajander
Väinö Kajander (Finlandia, 30 de noviembre de 1893-Helsinki, 16 de septiembre de 1978) fue un deportista finlandés especialista en lucha grecorromana donde llegó a ser subcampeón olímpico en Los Ángeles 1932.

## Carrera deportiva
En los Juegos Olímpicos de 1932 celebrados en Los Ángeles ganó la medalla de plata en lucha grecorromana estilo peso wélter, tras el luchador sueco Ivar Johansson (oro) y por delante del italiano Ercole Gallegati (bronce).